# Bruno Walter

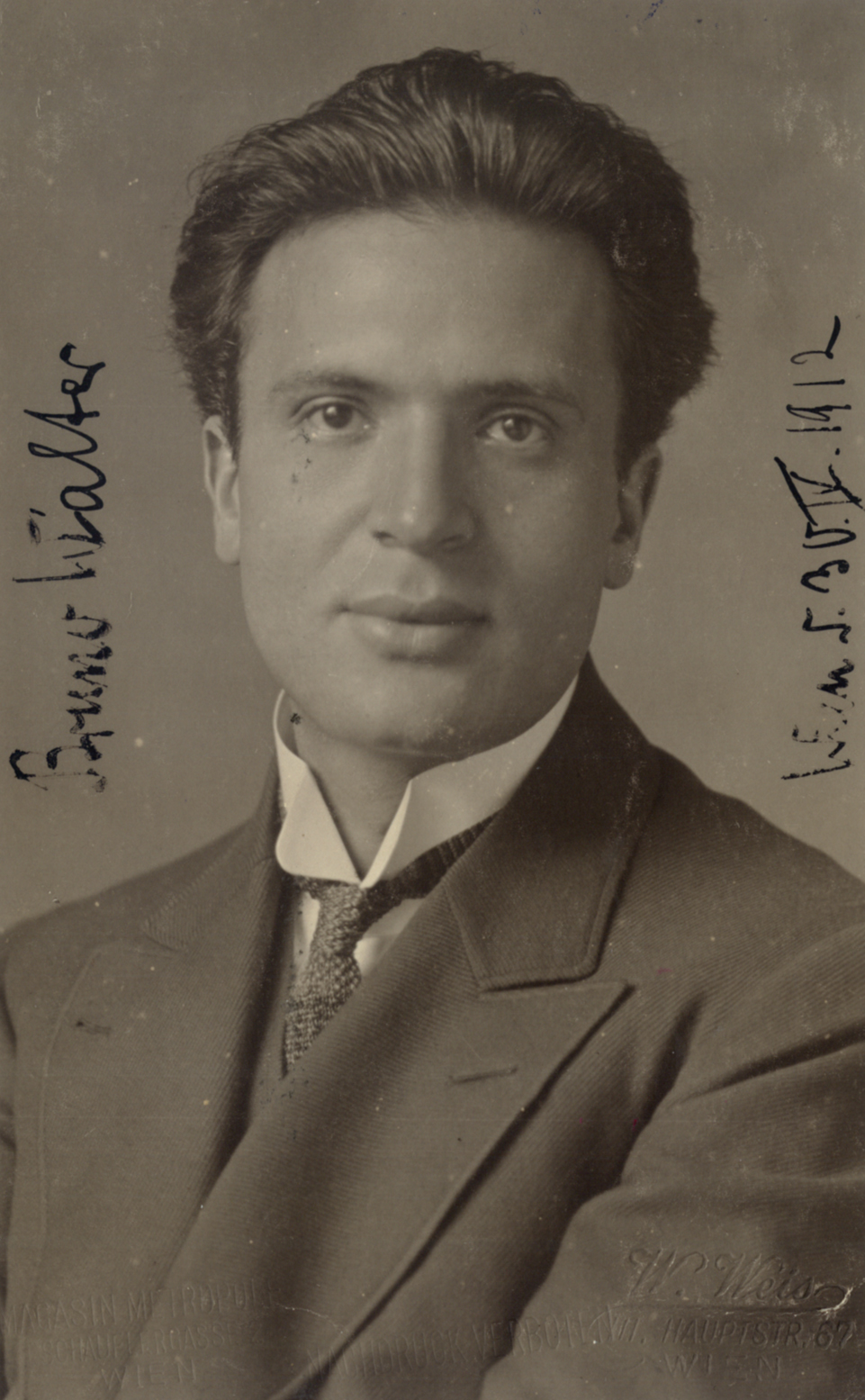
Bruno Walter, Wien 1912

Bruno Walter (geboren 15. September 1876 in Berlin als Bruno Schlesinger; gestorben 17. Februar 1962 in Beverly Hills, Kalifornien, USA) war ein deutscher Dirigent, Pianist und Komponist. 1911 wurde er österreichischer, 1938 französischer und 1946 schließlich US-amerikanischer Staatsbürger. Er zählt zu den bedeutendsten Dirigenten des 20. Jahrhunderts. Walter war Kapellmeister des Leipziger Gewandhauses (1929–1933), Chefdirigent der New Yorker Philharmoniker (1947–1949) und ständiger Gastdirigent der Wiener Philharmoniker.

## Leben

### Deutschland
Bruno Walter stammte aus einer jüdischen Familie. Im Alter von acht Jahren begann er in Berlin ein Musikstudium am Stern’schen Konservatorium, mit neun Jahren folgten erste öffentliche Auftritte als Pianist. Der Eindruck, den Hans von Bülow auf ihn machte, brachte ihn Anfang der 1890er Jahre dazu, die Dirigentenlaufbahn einzuschlagen. Einem ersten Engagement an der Kölner Oper 1893 mit ersten Dirigaten folgte 1894 eine Anstellung als Assistent von Gustav Mahler an der Hamburger Oper. Mahler wurde das künstlerisch prägende Vorbild; Walter betrachtete sich fortan als seinen Schüler, auch wenn er sich zunächst Mahlers Bitte verweigerte, ihm an die Wiener Hofoper, wo dieser der Leiter der Oper wurde, zu folgen. Erst nach einer Saison in Hamburg und weiteren Stationen in Breslau (1896/97), Preßburg (1897/98), Riga (1898–1900) und in Berlin (1900/01) folgte er Mahler 1901 als Kapellmeister an die Wiener Hofoper. Zuvor habe ihm, so Hagedorn, Mahler im Sommer 1901 geschrieben: „Rasieren Sie Ihren Bart ab, bevor Sie in Wien eintreffen.“

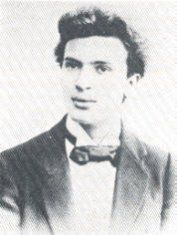
Bruno Walter um 1900

Um 1898, zu Beginn seines Engagements in Riga, konvertierte Walter zum Christentum. Anlass der Konversion dürften die in Russland geltenden Reisebeschränkungen für Juden und der Assimilationsdruck gewesen sein, doch war er nach den Erinnerungen seiner Tochter Lotte ein gläubiger Christ, und seine Religiosität steigerte sich noch mit zunehmendem Alter.  Im Mai 1901 heiratete er die Sopranistin Elsa Korneck (1871–1945); der Ehe entstammen zwei Töchter, Lotte (1903–1970) und Marguerite (1906–1939). In der Folgezeit begann seine internationale Karriere, er hatte Gastdirigate in Prag, London und Rom. Nach Mahlers Tod dirigierte er die Uraufführungen zweier der bedeutenden Spätwerke Mahlers: Das Lied von der Erde 1911 in München und die 9. Sinfonie 1912 in Wien.
1911 wurde Walter österreichischer Staatsbürger und änderte bei diesem Anlass seinen Namen offiziell zu „Bruno Walter“, nachdem er schon seit seinem Engagement in Breslau ab 1896 diesen als Künstlernamen verwendet hatte. Bis 1912 stand er mehr als 850 Mal am Dirigentenpult der Wiener Hofoper. Im Wagner-Jahr 1913 verließ er Wien und wurde Generalmusikdirektor der königlichen Hofoper in München, wo er bis 1922 blieb. (1916 verteidigte ihn Thomas Mann öffentlich gegen die antisemitische Unterstellung, Walter fehle zu Wagners Musik die „stilistische Sicherheit“.) Er erneuerte das Repertoire dieses Opernhauses und setzte sich für die Musik seiner Zeit ein; 1917 dirigierte er die Uraufführung von Hans Pfitzners Oper Palestrina. Er engagierte sich auch sehr für die Komponistin Ethel Smyth. Er selbst befreite sich in dieser Zeit vom starken Einfluss und Musikverständnis Mahlers.

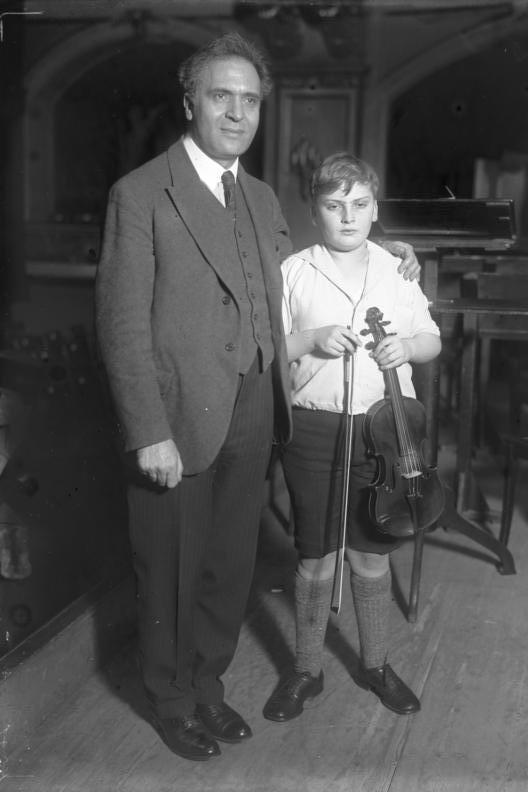
Bruno Walter (links) 1929 mit Yehudi Menuhin (rechts)

1923 dirigierte Walter zum ersten Mal in den Vereinigten Staaten. 1924 ging er als musikalischer Direktor an die Städtische Oper in Berlin-Charlottenburg und begann seine langjährige Tätigkeit bei den Salzburger Festspielen, an deren Gründung er maßgeblich beteiligt war. 1929 wechselte er von Berlin nach Leipzig, wo er Nachfolger von Wilhelm Furtwängler als Leiter des Gewandhausorchesters wurde.

### Emigration nach 1933
Als Bruno Walter im März 1933 kurz nach der „Machtergreifung“ der Nationalsozialisten sein viertes Konzert mit den Berliner Philharmonikern geben wollte, drohten die neuen Machthaber, sie würden im Saal alles kurz und klein schlagen lassen, falls Walter das Podium betreten sollte. In der Folge emigrierte Walter nach Österreich. Dort dirigierte er oft die Wiener Philharmoniker, außerdem leitete er zahlreiche Opernaufführungen an der Wiener Staatsoper sowie bei den Salzburger Festspielen. 1936 wurde er in der Direktion Erwin Kerber künstlerischer Berater mit umfassenden Kompetenzen an der Wiener Staatsoper. In dieser Zeit war er auch fester Gastdirigent beim Amsterdamer Concertgebouworkest. Nach dem „Anschluss“ Österreichs 1938 – die Nachricht vom Einmarsch der Wehrmacht erreichte ihn auf Konzertreise in Amsterdam – musste er abermals emigrieren, zunächst nach Lugano. Er erhielt dann die französische Staatsbürgerschaft, ging aber im November 1939 doch in die USA, wo er als prominenter Dirigent des Los Angeles Philharmonic Orchestra sofort eingesetzt und 1946 eingebürgert wurde.
Hagedorn schrieb 2012, Walter sei wohl „der berühmteste Dirigent unter all den Musikern, den Komponisten und den Musikwissenschaftlern, die in der Zeit des ‚Dritten Reiches‘ in die USA emigrierten“. Es seien damals mindestens 1500 europäische Musiker über den Atlantik geflüchtet, „wohl der größte Talenttransfer der Weltgeschichte“. Zu etwa 97 Prozent sei das Exil „rassistischer Verfolgung“ geschuldet gewesen.
In den Vereinigten Staaten dirigierte Walter einige der bedeutendsten Orchester des Landes sowie von 1941 bis 1959 Aufführungen an der Metropolitan Opera in New York. Er wohnte im eigenen Haus am Bedford Drive in Beverly Hills in Kalifornien, bis 1945 mit Franz Werfel und bis 1951 mit Alma Mahler-Werfel als Nachbarn. Nach dem Zweiten Weltkrieg kehrte Walter ab 1947 zu Dirigaten häufig nach Europa zurück. Von den späten 1940er Jahren an arbeitete er erneut mit den Wiener Philharmonikern zusammen.
1943 verhalf er dem damals 25-jährigen Leonard Bernstein durch Zufall zu seinem kometenhaften Aufstieg. Als Bruno Walter wegen einer Grippe ein Konzert der New Yorker Philharmoniker, das über Radio im ganzen Land übertragen werden sollte, nicht dirigieren konnte, hatte Bernstein als assistant conductor des Orchesters für ihn einzuspringen und wurde so über Nacht schlagartig berühmt.
Zu den außergewöhnlichen Künstlern, die Bruno Walter entdeckte und förderte, zählt besonders die britische Altistin Kathleen Ferrier, die sich während ihrer kurzen Karriere zu einer der bedeutendsten Vertreterinnen ihres Faches entwickelte. Unter Bruno Walter sang sie in Glucks Orfeo ed Euridice, u. a. beim Glyndebourne Festival in England, und Mahlers Lied von der Erde. In mehreren Liedaufnahmen mit Kathleen Ferrier zeigte Bruno Walter auch später noch sein großes Talent als Pianist. 1949 spielte er mit Ferrier und den Wiener Philharmonikern Mahlers Kindertotenlieder ein, 1952 die Rückert-Lieder und in demselben Jahr noch das Lied von der Erde.

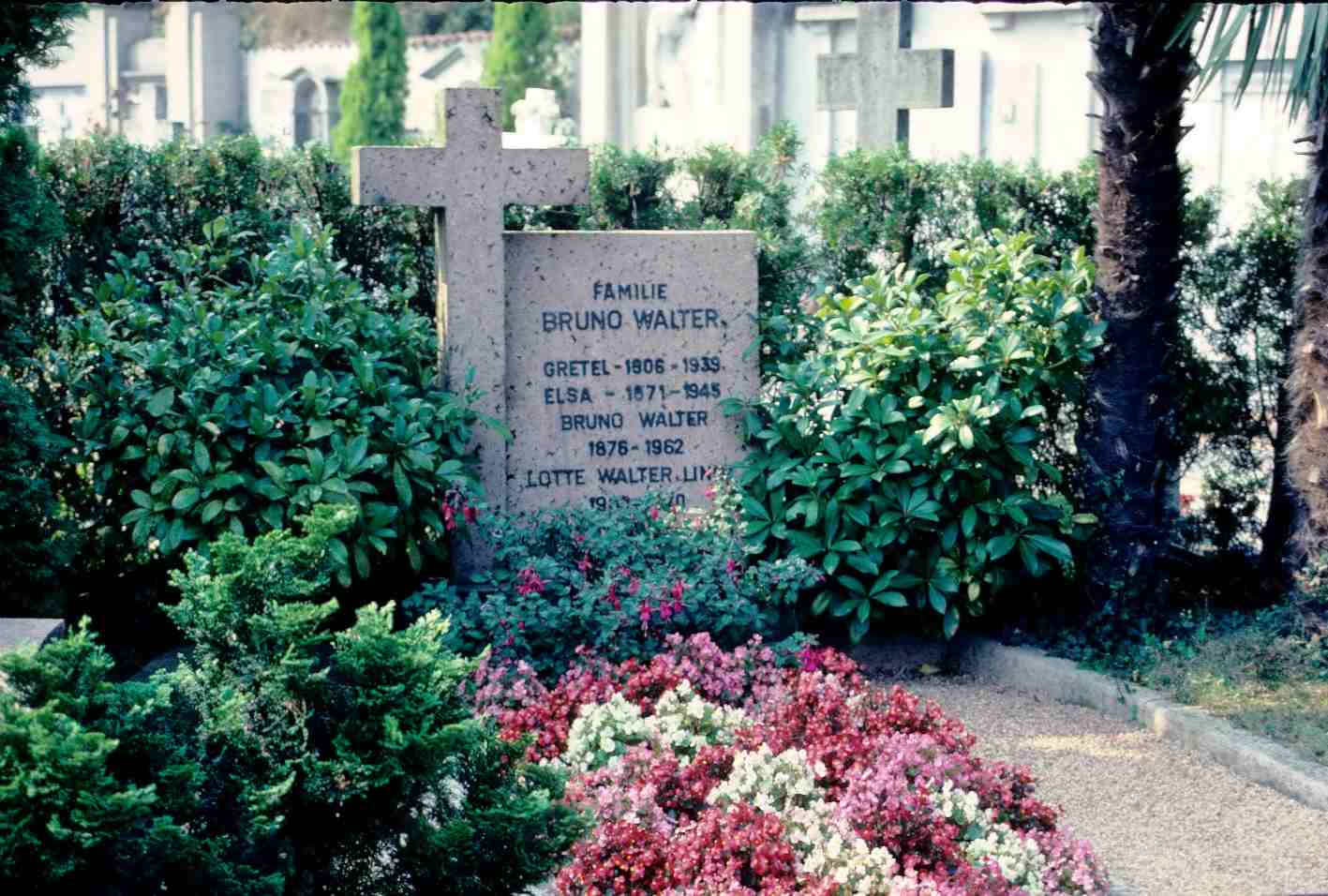
Grab von Bruno Walter auf dem Friedhof von San Abbondio, Collina d’oro-Gentilino (Schweiz)

1955 und 1956 trat Walter erneut mit den Wiener Philharmonikern auf und musizierte mit ihnen sowie der Sopranistin Sena Jurinac u. a. in der Staatsoper, im Wiener Musikverein und bei den Salzburger Festspielen, darunter Werke von Gustav Mahler. 1956 erhielt er den Ehrenring der Stadt Wien, 1957 den Arthur-Nikisch-Preis und 1959 wurde er mit dem Karl-Renner-Preis ausgezeichnet. 1957 wählte Walter Musiker der amerikanischen Westküste für das Columbia Symphony Orchestra aus, um wichtige Teile seines Repertoires nochmals in Stereofonie einzuspielen. Im Epilog seines im selben Jahr erschienenen Essaybandes Von der Musik und vom Musizieren gab Walter ein Bekenntnis zur Anthroposophie ab, die er in den letzten Jahren seines Lebens kennen- und schätzenlernte. 1960 gastierte er zum letzten Mal in Wien und erhielt 1961 das Österreichische Ehrenzeichen für Wissenschaft und Kunst. 1962 starb er in seinem Haus in Beverly Hills.
Im Kontrast zu seiner Dirigentenkarriere blieb der Komponist Bruno Walter bis heute weitgehend unbeachtet. Seine Werke liegen mit dem Nachlass in Wien in der Bibliothek der Universität für Musik und darstellende Kunst, der sie von Walters Tochter Lotte nach dessen Tod übergeben wurden. Darunter befinden sich zwei Sinfonien und eine Violinsonate.

## Gedenken

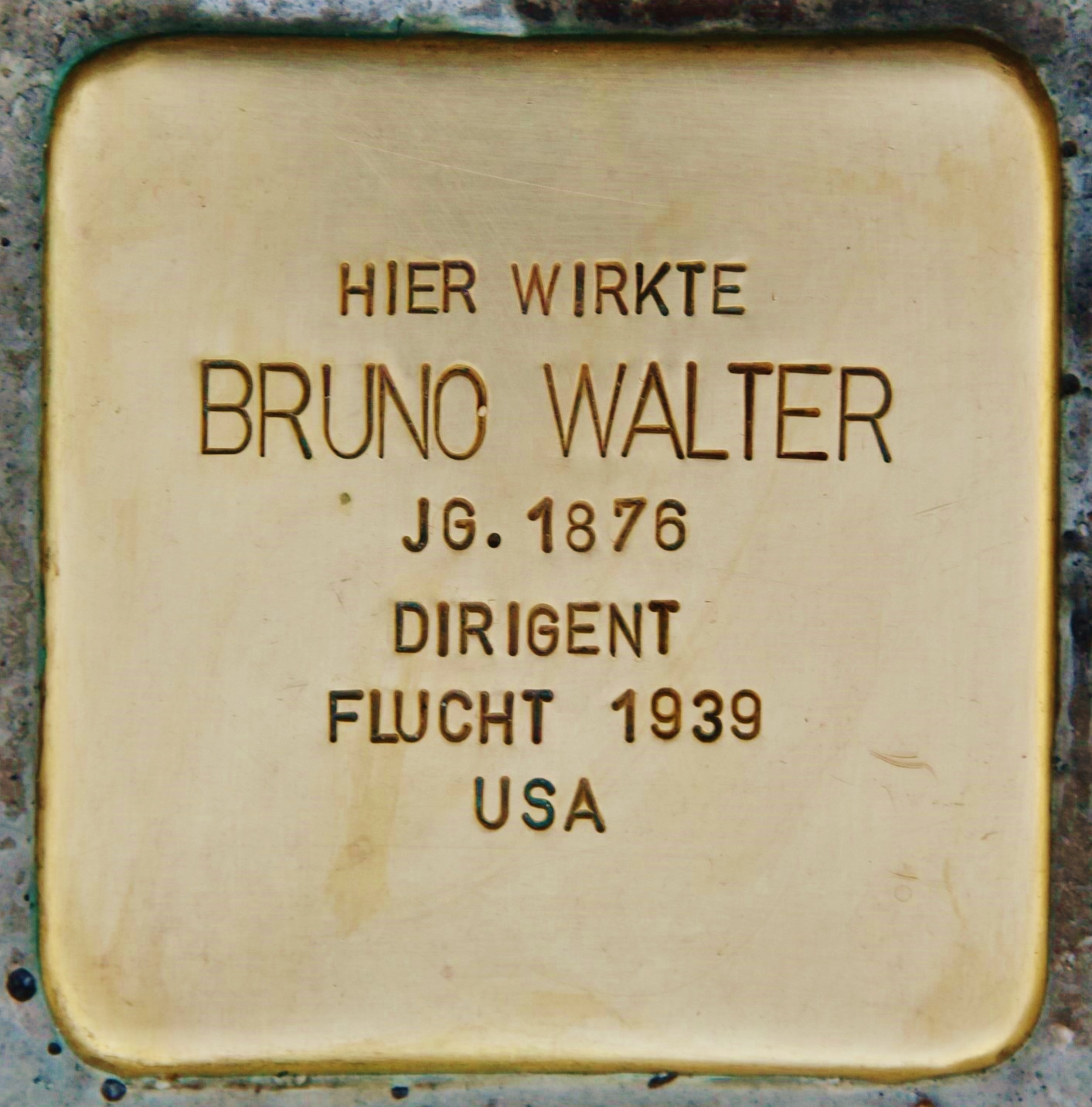
Stolperstein in Salzburg

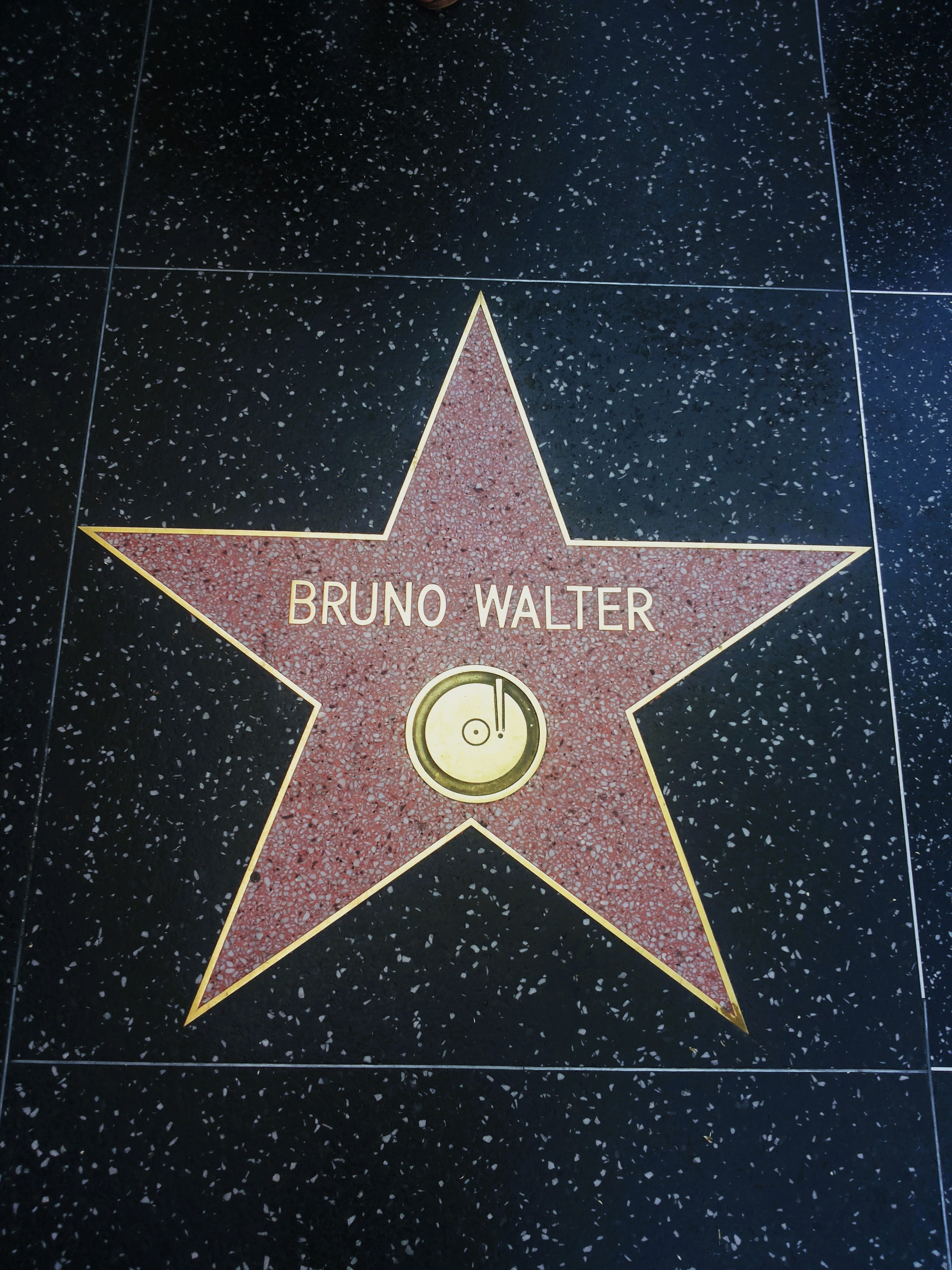
Stern auf dem Hollywood Walk of Fame

Am 17. August 2020 wurde durch den Künstler Gunter Demnig vor dem Haus für Mozart in Salzburg ein Stolperstein für Bruno Walter verlegt.
Sowohl in Salzburg als auch in Berlin-Lichterfelde und in München-Englschalking wurden Straßen nach ihm benannt, ebenso der Asteroid (16590) Brunowalter.

## Publikationen
- Gustav Mahler’s III. Symphonie. In: Der Merker 1 (1909), S. 9–11.
- Mahlers Weg: ein Erinnerungsblatt. In: Der Merker 3 (1912), S. 166–171.
- Über Ethel Smyth: ein Brief von Bruno Walter. In: Der Merker 3 (1912), S. 897–898.
- Kunst und Öffentlichkeit. In: Süddeutsche Monatshefte (Oktober 1916), S. 95–110
- Beethovens Missa solemnis. In: Münchner Neueste Nachrichten (30. Oct. 1920), Beethoven suppl., S. 3–5.
- Von den moralischen Kräften der Musik. Wien 1935; Dornach 1996, ISBN 3-7235-0844-8
- Gustav Mahler. Ein Porträt. Wien 1936; Wilhelmshaven 1981, ISBN 3-7959-0305-X
- Bruckner and Mahler. In: Chord and Discord 2/2 (1940), S. 3–12.
- Thema und Variationen. Erinnerungen und Gedanken. Stockholm 1947; Frankfurt am Main 1963, ISBN 3-10-390502-5
- Von der Musik und vom Musizieren. Frankfurt am Main 1957; ebd. 1976, ISBN 3-10-090506-7
- Mein Weg zur Anthroposophie. In: Das Goetheanum 52 (1961), S. 418–421.